# Winterland Ballroom
Winterland Ballroom (ofta kallad Winterland Arena eller helt enkelt endast Winterland) var en skridskobana och konserthall i San Francisco, Kalifornien. 1971 gjordes byggnaden om av Bill Graham för att exklusivt arrangera konserter, och ett flertal berömda rockartister har hållit konserter där. Graham bildade senare ett företag som hette Winterland som sålde konserttröjor, memorabilia och officiell merchandise från olika sportslag.

## Ursprung
Winterland byggdes 1928 för 1 miljon dollar (motsvarande 18 miljoner dollar 2019) och drevs framgångsrikt genom den stora depressionen. Det öppnades 29 juni 1928 och hette ursprungligen New Dreamland Auditorium. Någon gång i slutet av 1930-talet ändrades byggnadens namn till Winterland. Lokalen fungerade som en skridskobana som kunde omvandlas till en konsertplats med sittplatser. 1936 började Winterland vara värd för isdansshowen Shipstads och Johnson Ice Follies. Impresario Clifford C. Fischer iscensatte en godkänd produktion av Folies Bergère, Folies Bergère of 1944, på Winterland Ballroom i november 1944. Den var också värd för opera, boxning  och tennismatcher.

## Som konsertarena
Från och med 23 september 1966, med en dubbelkonsert med Jefferson Airplane och Paul Butterfield Blues Band, började Bill Graham att hyra arenan för större konserter som hans närliggande Fillmore Auditorium inte kunde rymma. Efter att ha stängt Fillmore West 1971 började han hålla regelbundna helgkonserter på Winterland.
Flera kända rockband har spelat där, bland annat grupper och musiker som Bruce Springsteen, The Rolling Stones, J. Geils Band, The Who, Black Sabbath, James Gang, Mahogany Rush, Quicksilver Messenger Service, UFO, REO Speed, Queen, Slade, Boston, Cream, Yes, Kiss, The Doors, Jimi Hendrix, Steppenwolf, Lynyrd Skynyrd, Styx, Van Morrison, The Allman Brothers Band, Grateful Dead, The Band, Big Brother and the Holding Company (med Janis Joplin), Jethro Tull, Pink Floyd, Ten Years After, Rush, Electric Light Orchestra, Genesis, Santana, Jefferson Airplane, Traffic, Golden Earring, Grand Funk Railroad, Humble Pie, Bob Seger och Silver Bullet Band, Robin Trower, Sex Pistols, Emerson, Lake & Palmer, Sha Na Na, Loggins och Messina, Lee Michaels, Heart, Journey, Deep Purple, JJ Cale, Spirit, Chambers Brothers, Alice Cooper, Frank Zappa and the Mothers of Invention, Foghat, Mountain, BB King, Montrose, George Thorogood och Delaware Destroyers samt Elvis Costello. Led Zeppelin framförde låten "Whole Lotta Love" där för första gången.
Många av de mest kända rockgrupperna från 1960- och 1970-talen spelade på Winterland eller två kvarter därifrån vid Geary Boulevard vid det ursprungliga Fillmore Auditorium. Peter Frampton spelade in delar av det fjärde mest sålda livealbumet någonsin, Frampton Comes Alive!, på Winterland. The Grateful Dead gjorde Winterland till sin hemmabas och The Band spelade sin sista show där på Thanksgiving Day 1976. Konserten gästades även av ett flertal gästartister inklusive Neil Young, Eric Clapton, Bob Dylan och Joni Mitchell och filmades av Martin Scorsese och släpptes både som film och soundtrack under namnet The Last Waltz. Winterland var också värd för Sex Pistols sista konsert, den 14 januari 1978.

## Sista konserter
Under Winterlands sista existensmånad bokades konserter nästan varje kväll, bland annat med grupper som The Tubes,  Ramones, Smokey Robinson, Tom Petty and the Heartbreakers, och den 15–16 december 1978, Bruce Springsteen & E Street Band. Springsteens show den 15 december sändes på den lokala radiostationen KSAN-FM.
Winterland stängde vid årsskiftet 1978/1979 med en konsert av Grateful Dead, New Riders of the Purple Sage och The Blues Brothers. Showen varade i över åtta timmar, med Grateful Deads föreställning - dokumenterad på DVD och CD som The Closing of Winterland - som varade i nästan sex timmar. Efter showen bjöds publiken på en varm frukostbuffé. Den sista showen sändes på radiostationen KSAN-FM och även live på den lokala PBS TV-stationen KQED.
Winterland revs 1985 och ersattes av lägenheter.

## Liveinspelningar på Winterland
Följande filmer och inspelningar gjordes helt eller delvis på Winterland Ballroom: 

### Konsertfilmer
- The Band - The Last Waltz
- Grateful Dead - The Grateful Dead Movie, The Closing of Winterland
- Sha Na Na - Live at Winterland (1974) (bootleg)
- Kiss - Kissology Volume One: 1974–1977
- Sex Pistols - The Filth and the Fury

### Livealbum
- Avengers - Live at Winterland 1978
- The Allman Brothers Band – Wipe the Windows, Check the Oil, Dollar Gas
- Big Brother and the Holding Company (med Janis Joplin på sång) – Live at Winterland '68
- The Blues Brothers - Briefcase Full of Blues
- Cream – Wheels of Fire (felaktigt listad som inspelad på Fillmore på den ursprungliga LP:n), Live Cream, Live Cream Volume II, Those Were the Days
- Electric Light Orchestra – Live at Winterland '76
- Peter Frampton – Frampton Comes Alive!
- Grateful Dead – Steal Your Face, Dick's Picks Volume 10, So Many Roads (1965–1995), The Closing of Winterland, The Grateful Dead Movie Soundtrack, Winterland: 1973: The Complete Recordings, Road Trips Volume 1 Number 4, Winterland June 1977: The Complete Recordings, Dave's Picks Volume 13
- Jimi Hendrix – Live at Winterland, The Jimi Hendrix Concerts (liveinspelningar av flertalet konserter), samt Winterland (4-CD box)
- The Doors – Boot Yer Butt: The Doors Bootlegs
- Jefferson Airplane – Thirty Seconds Over Winterland
- Loggins and Messina - On Stage
- Sammy Hagar – All Night Long
- Bruce Springsteen – Live/1975–85. Båda konserter från december 1978 släpptes som delar av Springsteens "archive series" den 20 december 2019.
- The Band – The Last Waltz
- Humble Pie – Live at Winterland
- Paul Butterfield's Better Days – Live at Winterland Ballroom (1973)
- Sha Na Na – The Golden Age of Rock 'n' Roll
- Sutherland Brothers &amp; Quiver – Winterland